# Sassoumbroum
Sassoumbroum (auch: Sassanbouroum, Sassoumbouroum, Sossom Bouroum, Tsatsoumbroum) ist eine Landgemeinde im Departement Magaria in Niger.

## Geographie

### Lage und Gliederung

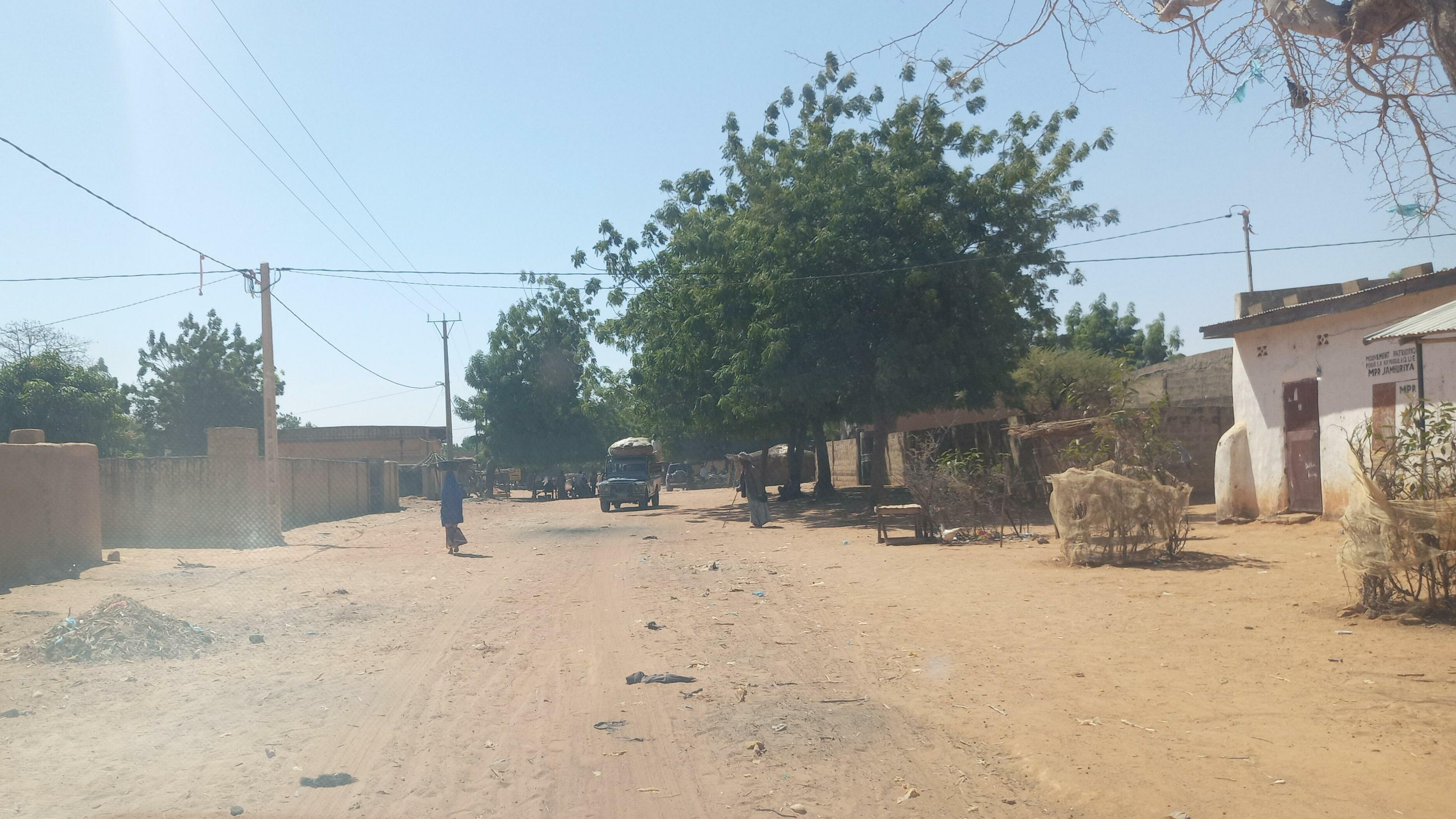
Eine Straße im Gemeindehauptort Sassoumbroum (2023)

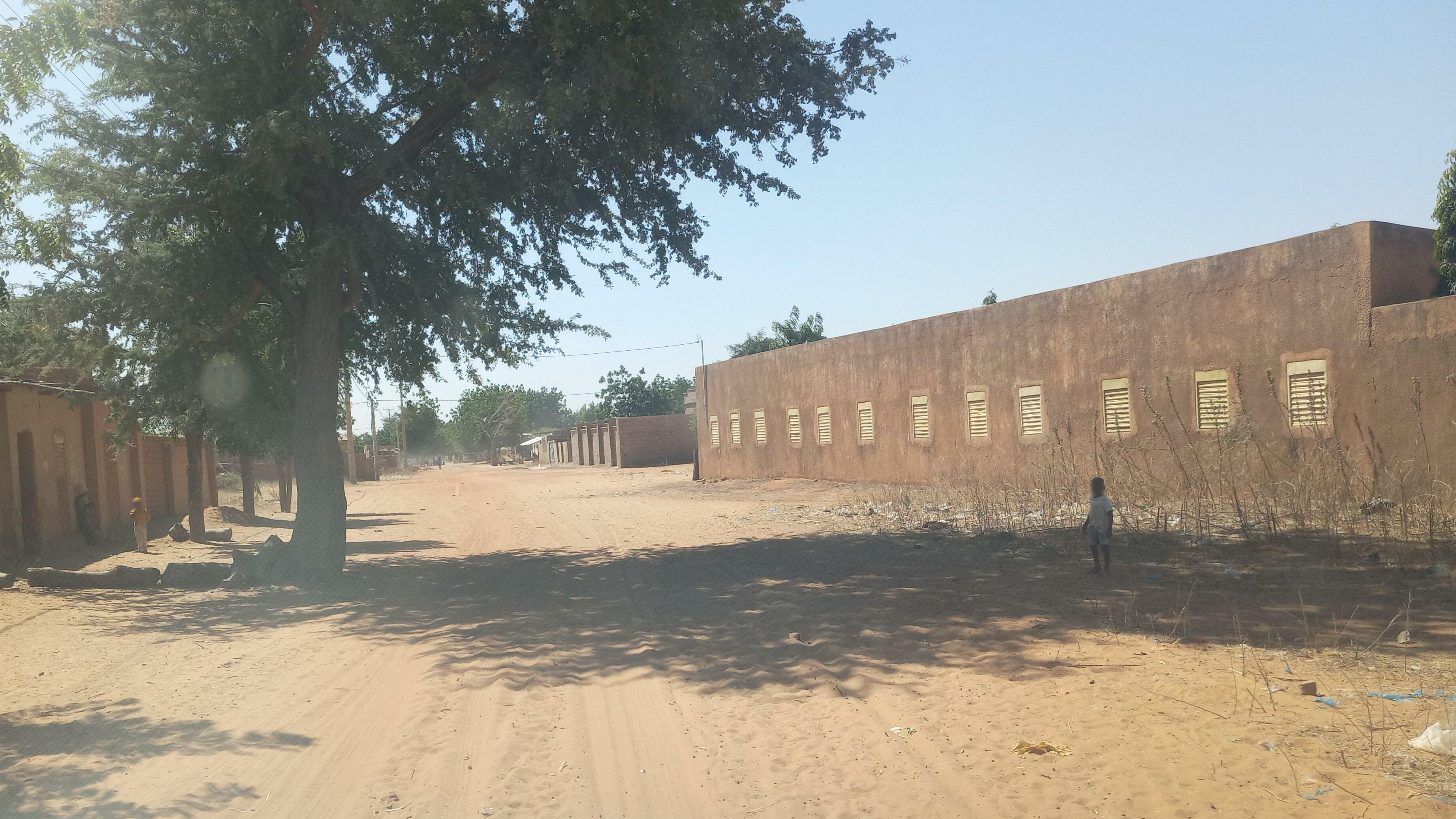
Eine Straße im Gemeindehauptort Sassoumbroum (2023)

Sassoumbroum liegt in der Großlandschaft Sudan und grenzt im Süden und Westen an den Nachbarstaat Nigeria. Die Nachbargemeinden in Niger sind Dan-Barto, Kourni und Yaouri im Norden sowie Kwaya und Yékoua im Osten.
Bei den Siedlungen im Gemeindegebiet handelt es sich um 47 Dörfer, 63 Weiler und ein Lager. Der Hauptort der Landgemeinde ist das Dorf Sassoumbroum. Es liegt auf einer Höhe von 467 m. Auf den Weiler Mursugunu Peulh erhebt auch die Nachbargemeinde Kourni Anspruch.
Im Gemeindegebiet hat das Trockental Korama seinen Ursprung. Außerdem verläuft das Trockental Goulbi May Farou durch Sassoumbroum. Beim Dorf Tchédia erstreckt sich das 250 Hektar große Waldschutzgebiet Forêt classée de Tchédia.

### Klima
In Sassoumbroum herrscht trockenes Wüstenklima vor. Die Niederschlagsmessstation im Hauptort liegt auf 360 m Höhe und wurde 1962 in Betrieb genommen.
|                        | Jan  | Feb  | Mär  | Apr  | Mai  | Jun  | Jul  | Aug  | Sep  | Okt  | Nov  | Dez  |   |      |
| Mittl. Temperatur (°C) | 21,7 | 24,9 | 28,6 | 31,7 | 32,4 | 30,9 | 27,8 | 26,0 | 27,6 | 28,6 | 26,1 | 22,4 | ⌀ | 27,4 |
| Mittl. Tagesmax. (°C)  | 29,4 | 32,9 | 36,7 | 39,3 | 39,3 | 37,0 | 32,8 | 30,2 | 32,9 | 35,4 | 33,6 | 29,9 | ⌀ | 34,1 |
| Mittl. Tagesmin. (°C)  | 14,7 | 17,4 | 20,8 | 24,0 | 25,5 | 25,4 | 23,8 | 22,6 | 23,1 | 22,3 | 19,2 | 15,5 | ⌀ | 21,2 |
|                        |      |      |      |      |      |      |      |      |      |      |      |      |   |      |
| Niederschlag (mm)      | 0    | 0    | 0    | 2    | 13   | 36   | 110  | 175  | 66   | 7    | 0    | 0    | Σ | 409  |
|                        |      |      |      |      |      |      |      |      |      |      |      |      |   |      |
| Sonnenstunden (h/d)    | 10,3 | 10,5 | 10,8 | 11,2 | 11,4 | 11,4 | 10,1 | 8,8  | 10,3 | 10,6 | 10,4 | 10,2 | ⌀ | 10,5 |
|                        |      |      |      |      |      |      |      |      |      |      |      |      |   |      |
| Regentage (d)          | 0    | 0    | 0    | 0    | 2    | 6    | 13   | 14   | 7    | 1    | 0    | 0    | Σ | 43   |
|                        |      |      |      |      |      |      |      |      |      |      |      |      |   |      |
| Luftfeuchtigkeit (%)   | 16   | 12   | 9    | 13   | 26   | 45   | 65   | 77   | 66   | 32   | 19   | 18   | ⌀ | 33,3 |

| 14,7 |

| 17,4 |

| 20,8 |

| 24,0 |

| 25,5 |

| 25,4 |

| 23,8 |

| 22,6 |

| 23,1 |

| 22,3 |

| 19,2 |

| 15,5 |

| 14,7 |

| 17,4 |

| 20,8 |

| 24,0 |

| 25,5 |

| 25,4 |

| 23,8 |

| 22,6 |

| 23,1 |

| 22,3 |

| 19,2 |

| 15,5 |

| N i e d e r s c h l a g | 0   | 0   | 0   | 2   | 13  | 36  | 110 | 175 | 66  | 7   | 0   | 0   |
|                         | Jan | Feb | Mär | Apr | Mai | Jun | Jul | Aug | Sep | Okt | Nov | Dez |

## Geschichte
Sassoumbroum entwickelte sich in den 1920er Jahren zu einem wirtschaftlich bedeutenden regionalen Zentrum. Die Landgemeinde Sassoumbroum ging als Verwaltungseinheit 2002 im Zuge einer landesweiten Verwaltungsreform aus dem westlichen Teil des Kantons Magaria hervor.

## Bevölkerung
Bei der Volkszählung 2012 hatte die Landgemeinde 78.163 Einwohner, die in 11.193 Haushalten lebten. Bei der Volkszählung 2001 betrug die Einwohnerzahl 40.769 in 6395 Haushalten.
Im Hauptort lebten bei der Volkszählung 2012 6125 Einwohner in 908 Haushalten, bei der Volkszählung 2001 3960 in 620 Haushalten und bei der Volkszählung 1988 2915 in 473 Haushalten.
In ethnischer Hinsicht ist die Gemeinde ein Siedlungsgebiet von Daurawa, Fulbe und Damagarawa. Die Hausa-Untergruppe Damagarawa betreibt vor allem Ackerbau und die Fulbe sind auf Agropastoralismus spezialisiert.

## Politik
Der Gemeinderat (conseil municipal) hat 20 gewählte Mitglieder. Mit den Kommunalwahlen 2020 sind die Sitze im Gemeinderat wie folgt verteilt: 6 MPN-Kiishin Kassa, 6 PNDS-Tarayya, 5 PSD-Bassira, 1 CPR-Inganci, 1 MDEN-Falala und 1 RDR-Tchanji.
Jeweils ein traditioneller Ortsvorsteher (chef traditionnel) steht an der Spitze von 44 Dörfern in der Gemeinde, darunter dem Hauptort.

## Wirtschaft und Infrastruktur

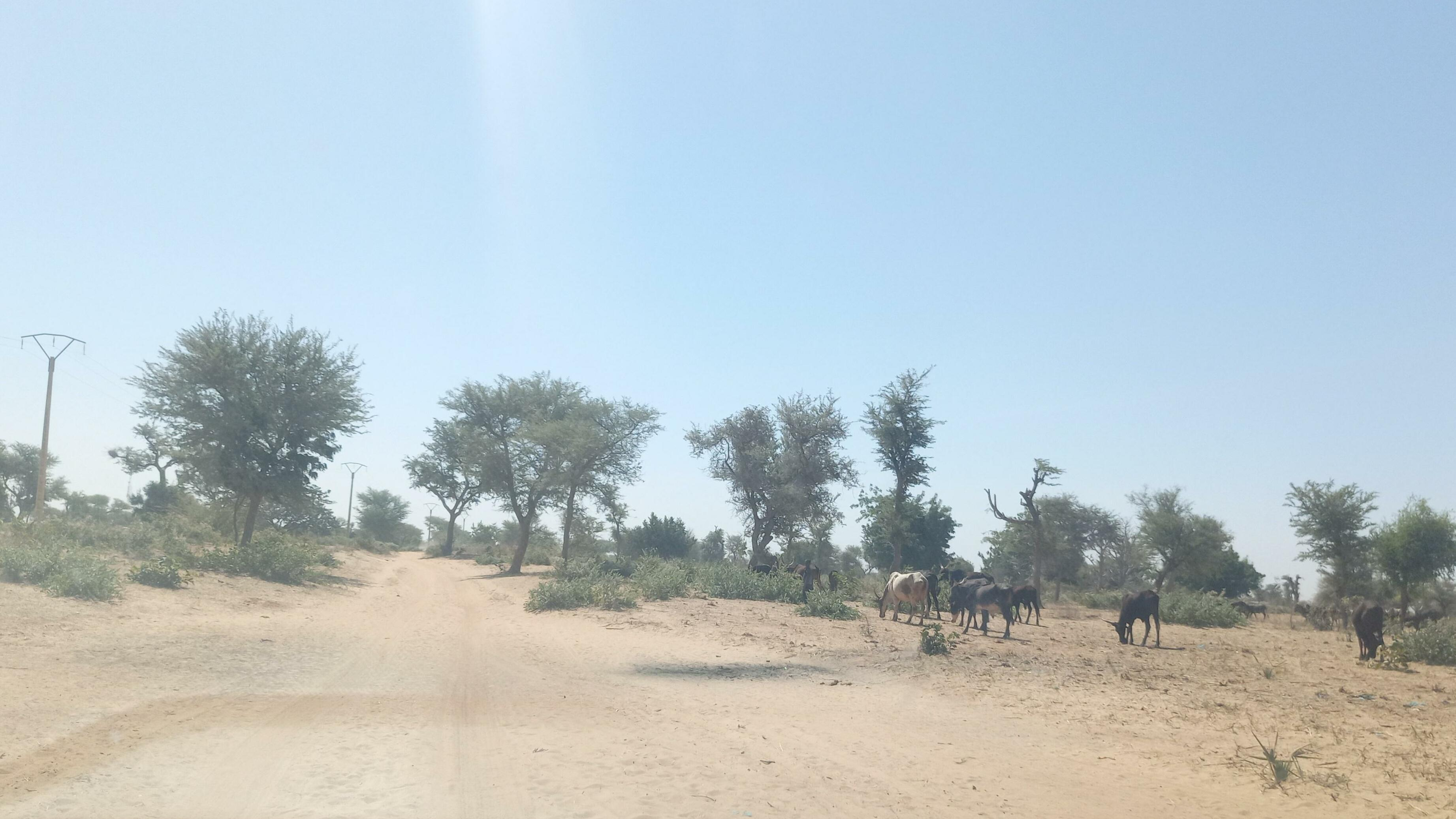
Rinder in der Gemeinde Sassoumbroum (2023)

Die Gemeinde liegt in jener schmalen Zone entlang der Grenze zu Nigeria, die von Tounouga im Westen bis Malawa im Osten reicht und in der Bewässerungsfeldwirtschaft für Cash Crops betrieben wird. Im Hauptort ist ein Gesundheitszentrum des Typs Centre de Santé Intégré (CSI) vorhanden. Es verfügt über ein eigenes Labor und eine Entbindungsstation. Der CEG Sassoumbroum ist eine allgemein bildende Schule der Sekundarstufe des Typs Collège d’Enseignement Général (CEG). Beim Centre de Formation aux Métiers de Sassoumbroum (CFM Sassoumbroum) handelt es sich um ein Berufsausbildungszentrum.